# Beyoncé (album)
Beyoncé (stylizováno jako BEYONCÉ) je páté studiové album americké zpěvačky Beyoncé. Dne 13. listopadu 2013 bylo nečekaně, bez předchozího oznámení, vydáno na iTunes. V obchodech bylo prodáváno až od 21. prosince 2013. Bylo nahráno u nahrávacích společností Parkwood Entertainment a Columbia Records. Album bylo propagováno i jako vizuální album, ke každé písni z alba byl natočen klip. Spolu s albem se proto prodávalo i DVD s videoklipy.
Roku 2015 Beyoncé obdržela, na 57. předávání cen Grammy, tři ceny, dvě za píseň "Drunk In Love" (ft. Jay-Z), (nejlepší R&B píseň a nejlepší R&B počin) a jednu za album s nejlepším prostorovým zvukem (Beyoncé).

## Po vydání
Za první tři hodiny si ho koupilo 80 000 lidí, za první tři dny se poté celosvětově prodalo 828 000 kusů, a tím se stalo nejrychleji se prodávaným albem na iTunes. V první týden prodeje se v USA prodalo, pro Beyoncé rekordních, 617 000 kusů a album tím debutovalo na první příčce žebříčku Billboard 200. V druhý týden se prodalo dalších 374 000 kopií a Beyoncé tím získala certifikaci platinová deska od americké asociace RIAA za milion kusů alba v distribuci. Ve třetí týden se prodalo dalších 310 000 kusů. K březnu 2014 se ho v USA prodalo 1 823 000 kusů. V únoru 2015 byl již celkový prodej alba v USA 2,2 milionů kusů. K listopadu 2014 bylo celosvětově prodáno 5 milionů kusů alba.

## Seznam skladeb
| Pořadí         | Název                                   | Hudba                                            | Délka |
| -------------- | --------------------------------------- | ------------------------------------------------ | ----- |
| 1.             | Pretty Hurts                            | Ammo, Beyoncé                                    | 4:17  |
| 2.             | Ghost / Haunted                         | Boots, Beyoncé                                   | 6:09  |
| 3.             | Drunk in Love (ft. Jay-Z)               | Detail, Beyoncé, Timbaland, Harmon               | 5:23  |
| 4.             | Blow                                    | Pharrell, Beyoncé, Timbaland, Harmon             | 5:09  |
| 5.             | No Angel                                | Polachek, Beyoncé                                | 3:48  |
| 6.             | Yoncé / Partition                       | Timbaland, Harmon, Timberlake, Beyoncé, Key Wane | 5:19  |
| 7.             | Jealous                                 | Detail, Beyoncé, Hit-Boy                         | 3:04  |
| 8.             | Rocket                                  | Timbaland, Harmon, Beyoncé                       | 6:31  |
| 9.             | Mine (ft. Drake)                        | Noah 40                                          | 6:18  |
| 10.            | XO                                      | The-Dream, Tedder, Beyoncé                       | 3:35  |
| 11.            | Flawless (ft. Chimamanda Ngozi Adichie) | Hit-Boy, Beyoncé, Rey Reel Music                 | 4:10  |
| 12.            | Superpower (ft. Frank Ocean)            | Pharrell, Boots                                  | 4:36  |
| 13.            | Heaven                                  | Boots, Beyoncé                                   | 3:50  |
| 14.            | Blue (ft. Blue Ivy)                     | Boots, Beyoncé                                   | 4:26  |
| Celková délka: | Celková délka:                          | Celková délka:                                   | 66:35 |

## Mezinárodní žebříčky
| Země             | Umístění |
| ---------------- | -------- |
| Austrálie        | 2        |
| Belgie           | 8        |
| Česko            | 5        |
| Dánsko           | 8        |
| Francie          | 13       |
| Irsko            | 2        |
| Kanada           | 1        |
| Nizozemsko       | 1        |
| Německo          | 11       |
| Nový Zéland      | 2        |
| Norsko           | 2        |
| Polsko           | 2        |
| Portugalsko      | 3        |
| Rusko            | 1        |
| Jižní Afrika     | 3        |
| Skotsko          | 2        |
| Švédsko          | 27       |
| Švýcarsko        | 4        |
| UK Albums Chart  | 2        |
| US Billboard 200 | 1        |
| US Billboard R&B | 1        |